# Танжер — Тетуан — Эль-Хосейма
Танжер — Тетуан — Эль-Хосейма (араб. طنجة - تطوان - الحسيمة‎,) — область на севере Марокко. Численность населения — 3 556 739 человек (по переписи 2014 года). Административный центр — город Танжер.

## География
Является самой северной и самой маленькой по площади областью Марокко. На севере выходит к Гибралтарскому проливу, Средиземному морю и граничит с испанским эксклавом Сеутой. На юго-западе граничит с областью Рабат — Сале — Кенитра, на юго-востоке — с областью Фес — Мекнес, на востоке — с Восточной областью. В восточной части области возвышаются горы Эр-Риф, где находятся национальные парки Эль-Хосейма и Таласемтан. Атлантическое побережье на западе имеет менее суровый климат. Плодородная юго-западная часть области располагается в бассейне реки Лукос.

## История
Область Танжер — Тетуан — Эль-Хосейма была образована в ходе административной реформы в сентябре 2015 года, объединив в себе область Танжер-Тетуан и провинцию Эль-Хосейма. Своё название область получила по городам Танжер, Тетуан и Эль-Хосейма.

## Административное деление
Область состоит из двух префектур и шести провинций:
- Префектура Мдик-Фнидк
- Префектура Танжер-Асила
- Провинция Лараш
- Провинция Тетуан
- Провинция Уэззан
- Провинция Фахс-Анжра
- Провинция Шавен

## Политическое устройство
14 сентября 2015 года первым президентом области был избран Ильяс аль-Омари.

## Экономика
Сельское хозяйство является важной экономической деятельностью области Танжер — Тетуан — Эль-Хосейма. Главные сельскохозяйственные культуры — злаковые, бобовые, маслиновые и сахарный тростник. Также большой вклад в экономику вносят животноводство и рыболовство. Для стимулирования промышленного роста и зарубежного инвестирования в районе контейнерного порта Танжер-Мед, одного из самых загруженных в Африке, установлены различные свободные экономические зоны. Помимо этого, область в большой степени зависит от туризма.

### Транспорт
Автомагистраль A5 соединяет порт Танжер-Мед со столицей страны Рабатом. В области проходит также автомагистраль A7, которая связывает Тетуан с Мдиком и Фнидком. Национальная дорога 2 связывает Танжер и Тетуан с Эль-Хосеймой по континентальной местности, в то время как Национальная дорога 16 предоставляет прибрежный маршрут между теми же городами. Национальная дорога 13 отходит от N2 неподалёку от Шавена и ведёт на юг через Уэззан к Мекнесу и дальше.
Аэропорт Танжер имени Ибн Баттуты — самый загруженный в области. Коммерческие полёты также выполняются в аэропорту Эль-Хосеймы Аэропорт Шариф аль-Идриси и аэропорту Тетуана Санья-Рамель
В настоящее время подходит к завершению первый этап строительства высокоскоростной железной дороги Высокоскоростная железная дорога Танжер — Касабланка (проходят испытания высокоскоростных составов на уже построенной дороге). Открытие линии планируется в начале 2018 года.